# Blyxa leiosperma
Blyxa leiosperma ist eine Pflanzenart aus der Familie der Froschbissgewächse (Hydrocharitaceae).

## Beschreibung
Die Stängel sind länglich, 2 bis 6 Zentimeter hoch und an der Basis verzweigt. Die Blätter wachsen am Stängel und sind lanzettlich, 6 bis 9 Zentimeter × ca. 2,5 Millimeter groß, haben 3 Blattadern und ein spitzes Ende. Die Spathas sind grün und 2,5 bis 3 Zentimeter × ca. 2 Millimeter groß. Ihre Stiele sind 0,2 bis 2,2 Zentimeter lang. Die Blüten sind zweigeschlechtig. Die Kelchblätter sind gelblich grün, lineal-lanzettlich und 4 bis 5 × ca. 0,5 Millimeter groß. Die Kronblätter sind 9 bis 10 × ca. 1 Millimeter groß. Es sind 3 Staubblätter vorhanden. Die Staubfäden sind 3 bis 5 Millimeter lang, die Staubbeutel 3,5 bis 5 Millimeter. Der Fruchtknoten ist kegelförmig. Die Griffel sind 5 bis 6 Millimeter groß. Die Früchte messen 2,5 bis 3 Zentimeter. Die 40 bis 60 Samen sind eiförmig und glatt.
Die Art blüht und fruchtet von Mai bis September.
Die Chromosomenzahl beträgt 2n = 72.

## Vorkommen
Blyxa leiosperma wächst in Reisfeldern. Die Art kommt in China (Anhui, Fujian, Guangdong, Hainan, Jiangxi, Zhejiang) und Japan  vor.

## Systematik
Blyxa leiosperma wurde 1917 von Gen’ichi Koidzumi in Bot. Mag. (Tokyo) 31: 257 erstbeschrieben.

## Belege
- Qingfeng Wang, Youhao Guo, Robert R. Haynes, C. Barre Hellquist: Blyxa leiosperma. In: Flora of China Vol. 23 Hydrocharitaceae, S. 98 (online)